# Ozyptila furcula
Ozyptila furcula là một loài nhện trong họ Thomisidae.
Loài này thuộc chi Ozyptila. Ozyptila furcula được Ludwig Carl Christian Koch miêu tả năm 1882.